# Ngấn bụng

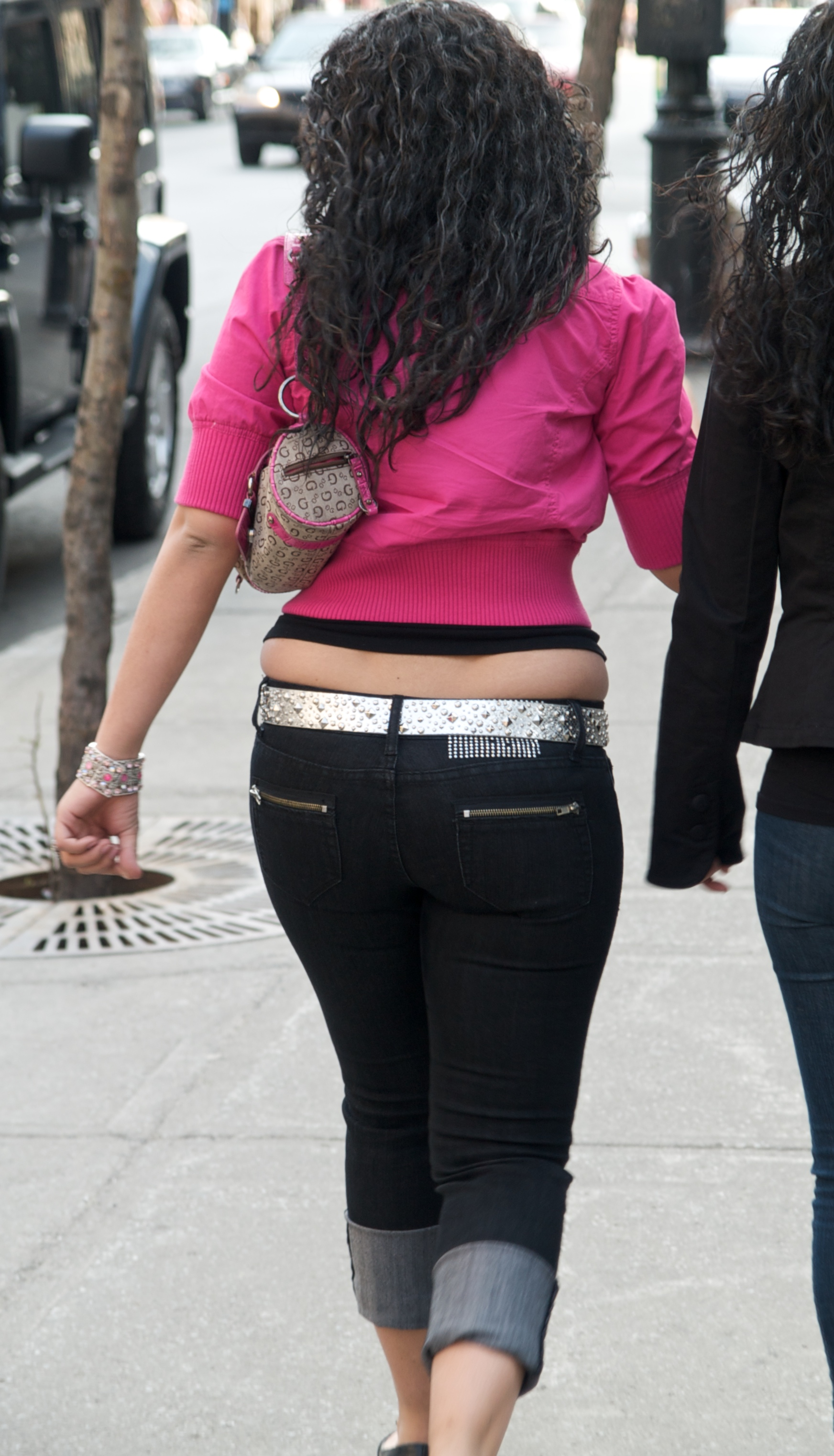
Một phụ nữ với ngấn bụng đi trên đường phố

Ngấn bụng (Muffin top) hay Bụng ngấn mỡ là một thuật ngữ tiếng lóng thường được dùng để mô tả tình trạng ngoại hình mỡ cơ thể phì nộn của một người có dải mỡ bụng kéo dài theo chiều ngang qua các thắt lưng vòng eo khi diện quần bó hoặc váy, ngấn mỡ bụng này có thể nhìn thấy khi có khoảng hở giữa lớp vải trên và dưới cho thấy vòng eo chảy xệ, mỡ tích tụ nhiều ở bụng và hông. Thuật ngữ Muffin top trong tiếng Anh này ám chỉ cách một chiếc bánh nướng xốp (Muffin) trông như thế nào khi nó được nướng trong khuôn bánh nướng xốp, sao cho phần trên của bánh nướng xốp sẽ phì nộn và chảy dẹo xuống đều theo chiều ngang qua và xung quanh phần trên của khuôn bánh hoặc vỏ bánh. Từ Muffin top có nguồn gốc từ tiếng lóng Úc ban đầu được biết đến vào giữa năm 2003 nhưng sau đó đã trở nên phổ biến ở các quốc gia nói tiếng Anh khác. Việc sử dụng cụm từ này cũng đã được áp dụng ở nhiều quốc gia không nói tiếng Anh trên khắp Tây Âu, chẳng hạn như Đức và Pháp.
Thuật ngữ này có thể đã được phổ biến lần đầu tiên từ chương trình truyền hình Úc mang tên Kath & Kim. Từ điển Macquarie Dictionary của Úc đã bình chọn tên gọi "muffin-top" là từ khoá của năm 2006 Hiệp hội phương ngữ Hoa Kỳ (American Dialect Society) đã gọi nó là một trong những thuật ngữ mới "sáng tạo nhất" cùng năm đó Từ điển Oxford (Oxford English Dictionary) đã bổ sung thêm thuật ngữ này vào phiên bản trực tuyến đã sửa đổi vào tháng 3 năm 2011. Theo William Safire, khi viết trong Tạp chí The New York Times thì "Muffin-top  đã lấp đầy một khoảng trống trong từ vựng" và "mô tả phần thịt thừa tràn ra chủ yếu ở phía trước nhưng có thể là khắp xung quanh bùng bụng". Đến năm 2007, thời trang quần cạp trễ và váy cạp trễ đã mất dần chỗ đứng trước thời trang cạp cao, khiến cho phần mỡ bụng ít bắt gặp hơn.
Kích thước vòng bụng tăng lên cũng là lúc một lượng mỡ dư thừa đã tích tụ bên trong cơ thể, không chỉ làm mất vẻ thẩm mỹ của vóc dáng mà ảnh hưởng đến sức khỏe. Mỡ có thể tích tụ ở bất kỳ nơi nào trong cơ thể, tuy nhiên, chúng thường tích tụ những khu vực ít được vận động như bụng, đùi. Nguyên nhân tích mỡ do thói quen ăn vặt làm tăng thêm nguồn năng lượng nạp vào cơ thể và bỏ qua các hoạt động vận động thể chất. Đa số những món ăn vặt khoái khẩu thường chứa nhiều chất bột, đường, dầu mỡ. Ngồi một chỗ và ăn uống thiếu kiểm soát sẽ làm cho mỡ sinh ra và tập trung dồn về vùng bụng. Việc ăn vặt và lười vận động khiến mỡ thừa tích trữ ngày càng nhiều. Ngồi nhiều và ít vận động làm giảm nguồn năng lượng tiêu hao, đồng nghĩa với việc lượng mỡ tích lũy tăng lên trong cơ thể, ngồi nhiều còn tạo điều kiện cho mỡ tích tụ về vùng bụng nhiều hơn. Vòng bụng là khu vực khá lỏng lẻo nơi mỡ dễ dàng tích lũy nhất, nõ cũng nơi ít được vận động nhiều. Do vậy, để có được vòng eo thon gọn mang lại vóc dáng cân đối thì cần duy trì chế độ ăn uống hợp lý kết hợp với thể dục thể thao. Tránh các thực phẩm ăn nhanh như gà rán, khoai tây chiên, bánh mì sandwich có chứa nhiều calo và chất béo không tốt cho sức khỏe, những chất béo này khi được cơ thể hấp thu sẽ dồn tụ đến khu vực bụng và tích mỡ ở đó. Duy trì vận động cơ thể như tập thói quen đi cầu thang bộ hằng ngày để giảm cân.